# Bruton Parish Church

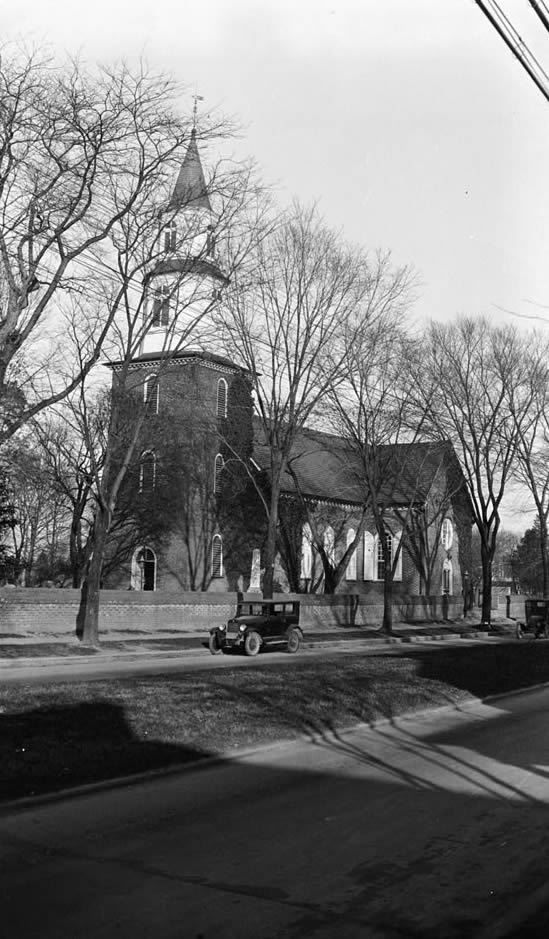
La Bruton Parish Church nel 1930.

La Bruton Parish Church si trova nell'area restaurata della Colonial Williamsburg a Williamsburg nello stato della Virginia, Stati Uniti. Essa venne costruita nel XVII secolo nella Colonia della Virginia, ed è oggi una parrocchia della Chiesa episcopale  degli Stati Uniti.

## Storia
Le radici della Bruton Parish Church si allacciano alla Chiesa anglicana ed ai nuovi insediamenti della Colonia della Virginia a Jamestown nei primi anni del XVII secolo. Il ruolo della chiesa ed i suoi rapporti con il governo vennero stabiliti da re Enrico VIII diversi anni prima. Le stesse relazioni vennero stabilite nella nuova colonia.

### 1607: la Chiesa anglicana della nuova Colonia della Virginia
Quando venne fondata la nuova colonia a Jamestown il 4 maggio 1607, le funzioni religiose ed una primitiva cappella furono le prime necessità quando venne costruito il primo forte. Il primo cappellano fu il padre Robert Hunt. Egli era il padre spirituale della spedizione, costituita da tre navi, comandata da Christopher Newporte fu lui ad accendere la candela per la Chiesa anglicana in Virginia alcune settimane più tardi quando alzò la sua voce in ringraziamento pubblico e preghiera, il 29 aprile, quando i coloni fecero quello che è venuto ad essere noto come il loro "primo Sbarco" vicino all'ingresso della Chesapeake Bay. Fu anche lui a piantare la croce a Cape Henry (dal nome di Enrico Federico Stuart, il figlio primogenito di Giacomo I).
Il capitano John Smith descrisse il reverendo Hunt come il "nostro onesto, religioso e coraggioso presbitero". Nel suo ruolo di capo religioso, fu un fautore di pace, spesso ricreando armonia in gruppi di uomini in disaccordo. Il reverendo Hunt fu fra quelli che non sopravvissero oltre il primo anno. Dopo cinque anni molto difficili durante i quali sopravvisse neanche la metà dei coloni che andavano continuamente arrivando, la colonia cominciò a crescere con maggiore successo. Così la parrocchia divenne un'unità dell'importanza locale uguale, in potere ed aspetti pratici, alle altre entità in Inghilterra, come la Corte ed anche la House of Burgesses.
I primi insediamenti vennero costituiti lungo le maggiori vie d'acqua come i fiumi James e York. L'espansione e la suddivisione delle parrocchie nelle contee della Virginia dopo il 1634, seguirono la crescita dei coloni. Parrocchie ebbero bisogno di essere abbastanza vicine alla gente per le necessità della vita spirituale. (Una parrocchia  faceva normalmente capo ad un rettore ed era governata da un comitato di membri rispettati dalla comunità, noto generalmente come la sagrestia).

### Crescita della Colonia: 1632 Middle Plantation
L'area interna della Virginia Peninsula non venne abitata fino agli anni 1630, quando venne costituito un avamposto di coloni all'interno della penisola fra Archer's Hope Creek (successivamente divenuto College Creek) e Queen's Creek, entrambi navigabili.
Il dottor John Pott fu una figura eminente nei primi insediamenti. Nel 1625, venne eletto come membro del consiglio di governo, mantenendo il ruolo per diversi anni a venire. Nel 1628 venne eletto governatore, e mantenne l'incarico per tutto il 1629 e fino ai primi mesi del 1630, quando venne sostituito da Sir John Harvey.
Potts aveva una piantagione che si chiamava "Harrop", alla quale egli aveva dato il nome della sua terra natale Harrop nel Cheshire. (Questa piantagione del 1631, può essere collegata alla Harrop Parish fondata nel 1644, che alcuni anni dopo divenne parte della Bruton Parish).
Il 12 luglio 1632, Potts ottenne un terreno di 4,9 km² al capo di Archer's Hope Creek. Una striscia di questo terreno divenne poi parte della palizzata fortificata costruita attraverso la penisola. Essa, lunga 10 km, andava da uno all'altro torrente (creek) e l'insediamento costituito all'interno devenne Middle Plantation. Il dottore certamente riconobbe i vantaggi sanitari della zona, salubre in quanto posta su di un altopiano, contrariamente alla costa piena di acquitrini e zanzare. Le coste profonde e scoscese, che scendevano verso il fiume, rendevano il luogo di grande interesse strategico. Anche, l'unica strada verso il sud della penisola era su questa cresta e venne difesa facilmente. A Middle Plantation, alcuni anni più tardi, questa strada venne chiamata Duke of Gloucester Street, e divenne la linea di confine che divideva la città di Williamsburg fra la Contea di James City e quella di York.

### Middle Plantation diviene una città
Nonostante la favorevole posizione, lo sviluppo di Middle Plantation come sede residenziale e di commerci, non fu immediato. L'area era ancora sulla frontiera e soggetta a continui attacchi dei nativi americani, che erano stati cacciati dai loro territori dai sempre crescenti insediamenti dei coloni. Questo fu particolarmente vero fino a prima del secondo conflitto con la Confederazione Powhatan nel 1644, dopo il quale venne raggiunta una pace fra i contendenti. Anche se i nativi locale erano stati fondamentalmente sottomessi, conflitti continuarono ancora ad ovest con gruppi tribali diversi dai Powhatan.
A partire dal 1644, le aree interne della penisola come ed esempio Middle Plantation, divennero più attraenti per i coloni. Dagli anni 1650, Middle Plantation divenne più popolate e salubrebegan to look both populated and wealthy, divenendo il confine fra le contee di Contea di James City e York. John Page, un mercante che ra emigrato da Middlesex, con sua moglie Alice Lucken Page nel 1650, fu colui che diede il via alla trasformazione di Middle Plantation in una città. In un'epoca di case di legno, l'impiego di mattoni fu un segnale di stabilità e di salubrità per le costruzioni. Page costruì una grande casa in mattoni a Middle Plantation ed iniziò ad incoraggiare la crescita dell'area. I fratelli Ludwell (Thomas e Phillip) costruirono anch'essi una casa in mattoni, grande quanto quella di Page. Le case realizzate da Page e Ludwells erano fra le più belle della colonia. Un'altra casa im mattoni venne costruita, nelle vicinanze, dal figlio maggiore di Pages, Francis. Dagli anni 1670, Middle Plantation, cominciò ad apparire come una zona di grande importanza.

### Adorazione a Middle Plantation

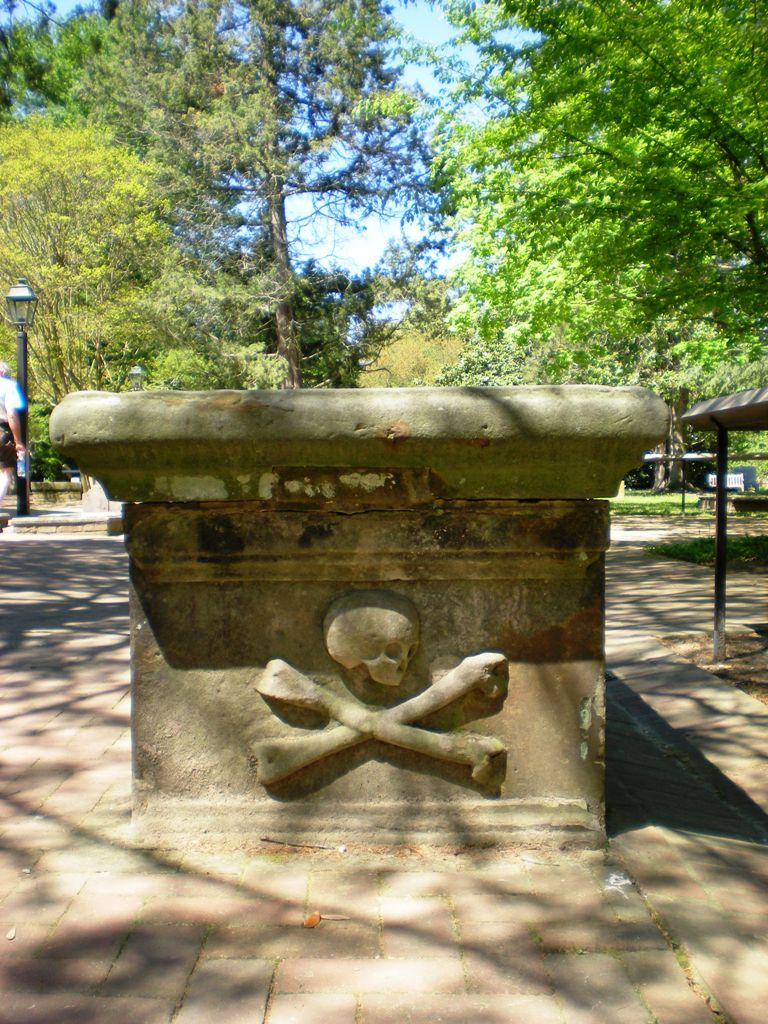
Sepoltura nel cimitero della chiesa

Nel 1633, secondo quanto riportato, venne fondata la Middle Plantation Parish. Si sa che era una chiesa di legno, ma non si conosce nulla di più. Nel 1658, essa venne unita alla Harrop Parish della Contea di James City per dar vita alla Middletown Parish.
Bruton Parish fu costituita nel 1674 quando, la Marston Parish (creata nel 1654) della Contea di York, venne fusa con la Middletown Parish. I primi sagrestani della parrocchia di Bruton, eletti alla sua istituzione nel 1674, furono Daniel Parke, Col. John Page, James Besouth, Robert Cobbs, James Bray, Capt. Philip Chesley e William Aylett. Daniele Parke, Col. John Page, James Besouth, Robert Cobbs, James Bray, Capt. Filippo Chesley e William Aylett.
Il nome della parrocchia venne mutuato dalla città inglese di Bruton, sita nella contea del Somerset, che era la patria di molte figure importanti della colonia come, Thomas Ludwell e la sua famiglia, così come del governatore reale Sir William Berkeley. In quel tempo, i Ludwells vivevano a Middle Plantation, e l'idea di spostare la capitale venne ventilata senza successo almeno una volta. La Bruton Parish aveva un'estensione di 16 km².
Il colonnello Page donò un appezzamento di terreno di 44 × 55 m e i fondi per costruire la chiesa in mattoni e la recinzione intorno al sagrato nel 1678. A seguito della sua generosa donazione di fondi e del terreno per costruire la nuova chiesa, Page ricevette l'autorizzazione a sedere, assieme alla sua famiglia, in una posizione privilegiata della chiesa davanti all'altare.
Altri coloni donarono fondi. La costruzione iniziò nel giugno del 1681 e l'edificio venne completato il 29 novembre 1683. Il primo rettore fu il reverendo Rowland Jones, e la chiesa venne consacrata il 6 gennaio  1684 il giorno dell'Epifania.
Completata nel 1683, la chiesa in mattoni sorse a nord-ovest dell'attuale chiesa. Le antiche fondamenta sono visibili ancora oggi.